# 末永直行
末永 直行（すえなが なおゆき、1923年3月30日 - 2019年5月14日）は、日本の音楽評論家・会社経営者。駅弁業者である博多鉄道構内営業有限会社（屋号：寿軒）社長。

## 経歴
福岡県中学修猷館、福岡高等商業学校 を経て、西南学院大学商学部に入学。在学中の1950年（昭和25年）、仏文化使節として来日したピアニストのラザール・レヴィの福岡公演を手伝ったことからフランス音楽・文化に傾倒。
1952年（昭和27年）に大学卒業後、福岡日仏協会の設立に携わり、理事を経て、1978年（昭和53年）会長。また、初代の在福岡フランス名誉領事で、1982年（昭和57年）に締結されたフランスボルドー市と福岡市との姉妹都市の橋渡し役も果たす。
1987年（昭和62年）末永文化振興財団を設立し、私財を投じて、九州交響楽団の専用練習場でもある「末永文化センター」を建設する。2006年（平成18年）12月、学校法人福岡大学理事長に選任され、2010年（平成22年）5月まで務めている。
2019年（令和元年）5月14日午前1時57分、肺炎のため福岡市の病院で死去。

## 役職
- ロータリー米山記念奨学会名誉理事長
- 福岡大学理事長
- 福岡音楽学院院長
- 西日本音楽協会会長
- 福岡音楽文化協会副会長
- 博多鉄道構内営業社長
- 公益財団法人末永文化振興財団理事長
- 末永文化センター

## 栄典
- 2000年11月8日 - フランス共和国国家功労勲章コマンドゥール
- 2007年7月14日 - レジオンドヌール勲章オフィシエ